# Nematollah Nassiri
Pour les articles homonymes, voir Nassiri.
Nematollah Nassiri (août 1911 à Semnan - 16 février 1979 à Téhéran) est un général des forces armées iraniennes qui a été à la tête des services de renseignements SAVAK entre 1965 et 1978.

## Biographie
Né en 1911 à Sanguessar, à proximité de Semnan, il a fait ses études secondaires à Téhéran. Admis en 1929 à l’École des officiers de l'armée, il commence sa carrière comme 2e lieutenant affecté à la première division de l’armée de terre. 
En 1949, en tant que lieutenant colonel, il est nommé commandant à Kerman. Le 16 août 1953, Il se distingue par sa fidélité inconditionnelle au chah en remettant au Premier ministre Mossadegh l’ordonnance royale le destituant de ses fonctions. Il est immédiatement arrêté. Nematollah Nassiri retrouve sa liberté après le renversement du gouvernement de Mossadegh (19 août 1953). Il succède au général Pakravan à la tête de la SAVAK. Sous sa direction, et en accord avec sa réputation de brutalité, la SAVAK se transforme en une institution toute puissante, pénétrant tous les niveaux de l'État et toutes les couches de la société et pratiquant la torture à une échelle massive,
En 1978, il est nommé ambassadeur au Pakistan et remplacé par le général Moghaddam. Après quelques mois, il retourne en Iran tout en sachant qu’il allait être arrêté par le gouvernement. Après la révolution iranienne, il est parmi les quatre premiers généraux exécutés par le nouveau régime islamique.